# Bellidinae
Bellidinae je podtribus jednogodišnjih biljaka i trajnica iz porodice glavočika smješten u tribus Astereae. Sastoji se od šest rodova, a najvažniji su tratinčica (Bellis ) i belijum (Bellium)
U Hrvatskoj postoje tri vrste, sve tri iz roda tratinčica, dok je rod belijum raširen od Turske sve do Baleara, uključujući i velike sredozemne otoke Sicilija, Sardinija, Korzika i Cipar.

## Rodovi
1. Bellidastrum Scop.  (1 sp.)
2. Bellis L. (14 spp.)
3. Bellium L. (5 spp.)
4. Galatella (Cass.) Cass.  (34 spp.)
5. Kitamuria G.L. Nesom (1 sp.)
6. Tripolium Nees (3 spp.)